# Isidora Sekulić
Isidora Sekulić (Mošorin, Bačka, 17 de febrer de 1877 – 5 d'abril de 1958) va ser una escriptora, novel·lista, assagista, poliglota i crítica d'art de Sèrbia.

## Biografia
Sekulić nasqué a Mošorin, Bačka, a l'actual província sèrbia de Voivodina. A més de literatura, va seguir cursos en ciències naturals i filosofia. Es va graduar de l'escola pedagògica de Budapest el 1892, i el 1922 va obtenir un doctorat en Alemanya. Els seus viatges inclouen llargues estades a Anglaterra, França i Noruega. Va viatjar des d'Oslo per Bergen fins a Finnmark, una experiència a partir de la qual es va crear Pisma iz Norveške (Cartes des de Noruega) el 1914. Parlava diverses llengües clàssiques el mateix que nou idiomes moderns.
Els seus escrits lírics, meditatius, introspectius i analítics van aparèixer en les albors de la prosa sèrbia. En la seua principal novel·la, Crònica del cementiri d'un poble (Кроника паланачког гробља) escriu sense seguir el desenvolupament clàssic dels arguments, començant cada part del llibre en el cementiri, regressant des d'allí als temps de la vida, amb les seues alegries i tragèdies. Personatges femenins forts com Gospa Nola són els primers del seu tipus en la literatura sèrbia, pintat en detall en tot el seu coratge, orgull i determinació.
Isidora Sekulić va escriure així mateix assajos crítics sobre música, teatre, art, arquitectura, literatura i filosofia. Va escriure estudis importants de literatura iugoslava, literatura russa, anglesa, alemanya, francesa, italiana, noruega, entre d'altres.

### Obres
- Sekulić, Knjizevni pogledi Isidore Sekulic (Opinions literàries d'Isidora Sekulic) Belgrade, Prosveta, 1986.